# Хутірське (Дніпровський район)
Хутірське́ — село в Україні, в Петриківській селищній громаді Дніпровського району Дніпропетровської області. Населення за переписом 2001 року становить 2 168 осіб. До 2017 року орган місцевого самоврядування — Хутірська сільська рада.

## Географія
Село Хутірське розташоване на березі річки Чаплинка, вище за течією примикає село Чаплинка, нижче за течією примикає село Мала Петриківка. Через село проходить автомобільна дорога Т 0414.

## Історія
- Часом заснування села Хутірське вважається XVII століття.
- Перша письмова згадка про село припадає на 1786 рік.

## Населення

### Мова
Розподіл населення за рідною мовою за даними перепису 2001 року:
| Мова            | Кількість | Відсоток |
| --------------- | --------- | -------- |
| українська      | 2105      | 97.09%   |
| російська       | 47        | 2.17%    |
| білоруська      | 5         | 0.23%    |
| румунська       | 3         | 0.14%    |
| інші/не вказали | 8         | 0.37%    |
| Усього          | 2168      | 100%     |

## Економіка
- ТОВ «Хутірське».

## Об'єкти соціальної та релігійної сфери
- Школа;
- Амбулаторія;
- Будинок культури;
- Свято-Духівський храм.

## Відомі люди
Агроном радгоспу «Чаплинський», який працював в селі в радянський період, Н.С.Лесняк відзначена званням Героя Соціалістичної Праці.

## Галерея

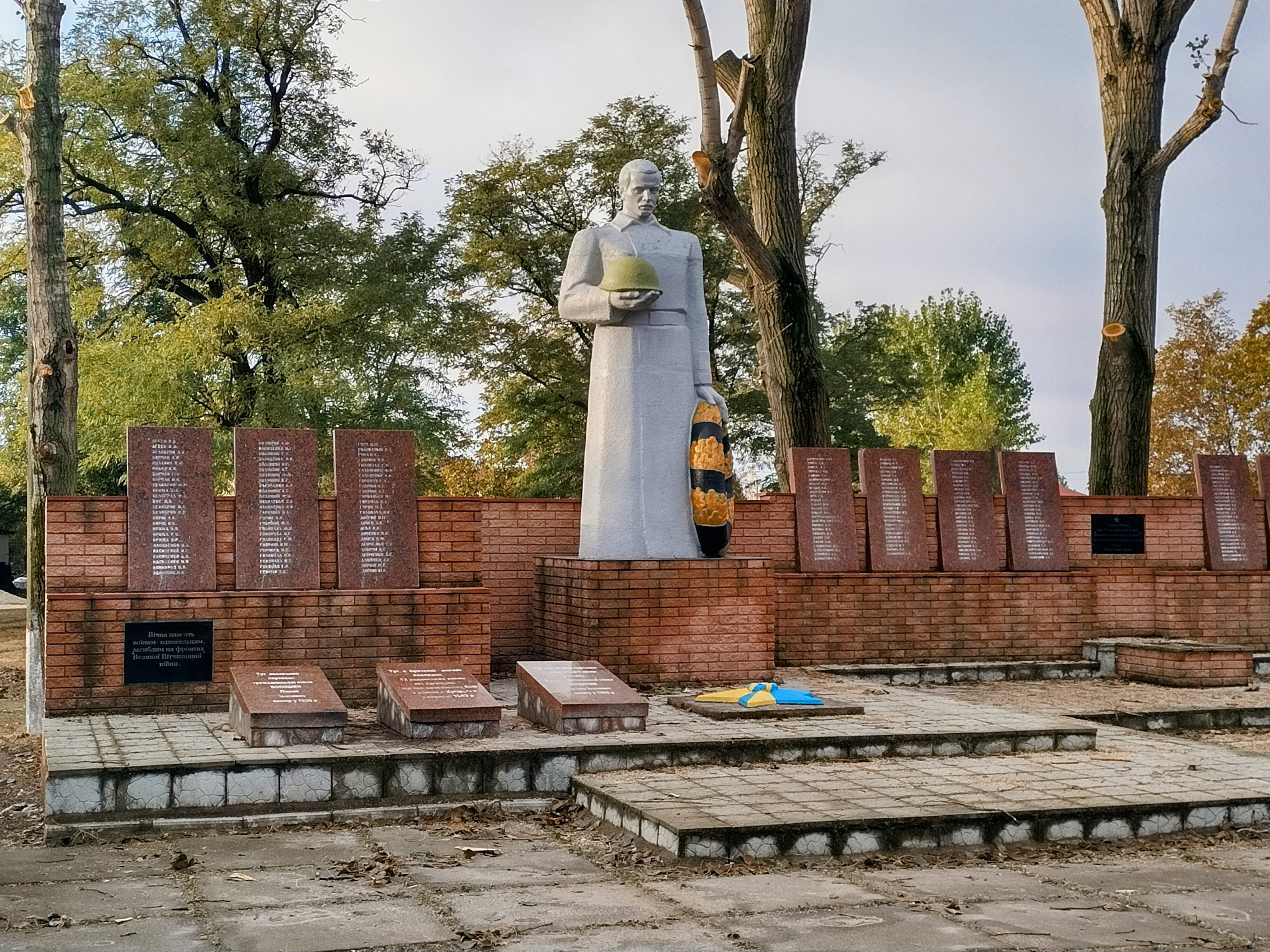
Військовий меморіал
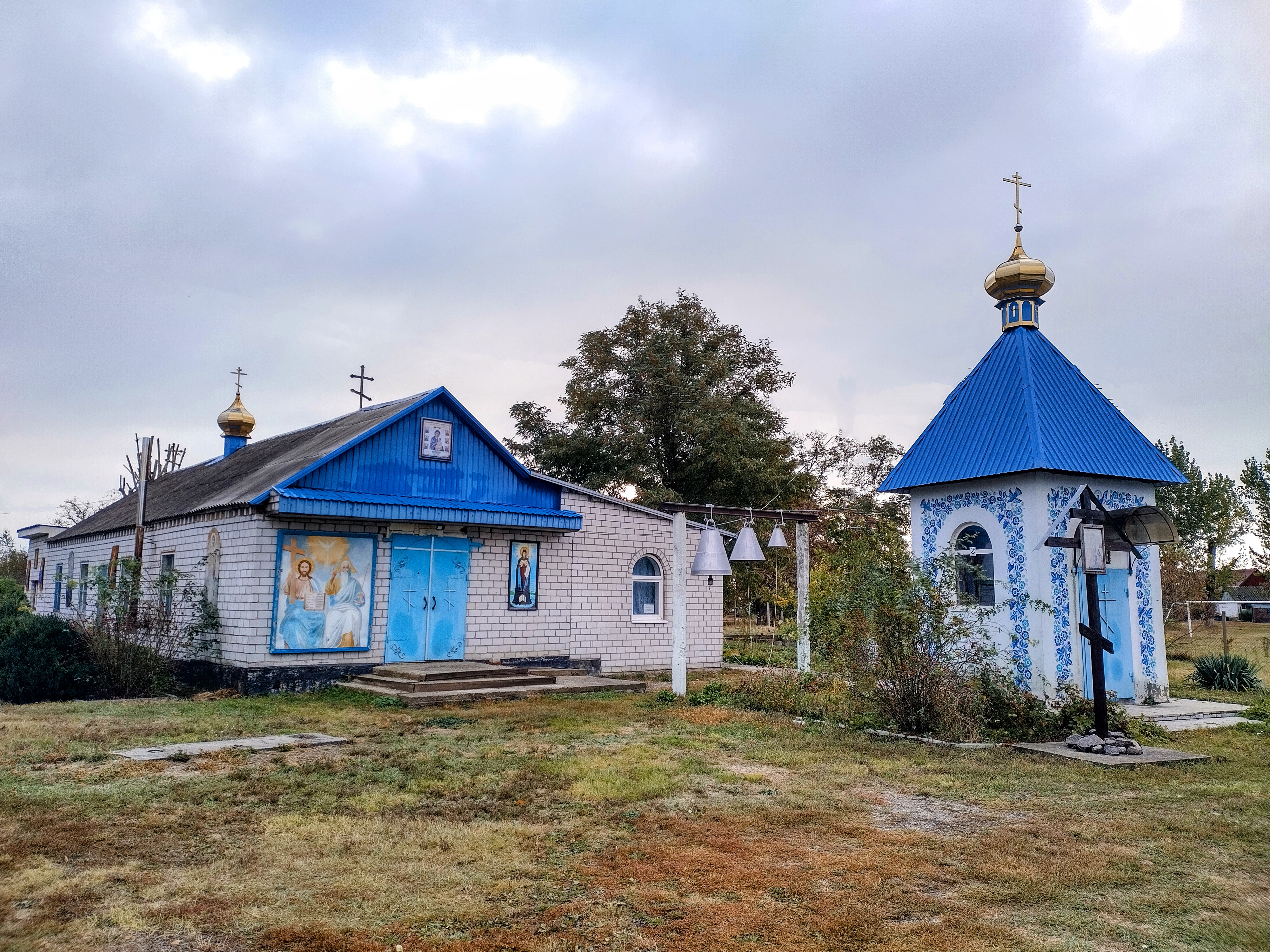
Подвір'я Свято-Духівського храму